# Coelogyne leucantha
Coelogyne leucantha är en orkidéart som beskrevs av William Wright Smith.
Coelogyne leucantha ingår i släktet Coelogyne och familjen orkidéer. Inga underarter finns listade i Catalogue of Life.